# Violett vaktelduva
Violett vaktelduva (Geotrygon violacea) är en fågel i familjen duvor inom ordningen duvfåglar.

## Utseende
Violett vaktelduva med relativt anspråkslös fjäderdräkt. Undersidan är ljus och ansiktet rent. Noterbart är rostfärgade vingar och en purpurfärgad glans på nacke och rygg. Röd vaktelduva är mörkare och djupare brun, framzför allt på huvud och undersida.

## Utbredning och systematik
Violett vaktelduva förekommer i Latinamerika och delas in i två underarter:
- G. v. albiventer – förekommer från Nicaragua till norra Colombia och västra Venezuela
- G. v. violacea – förekommer från Surinam till östra Brasilien, Bolivia, Paraguay och nordöstra Argentina

## Levnadssätt
Violett vaktelduva hittas vanligen i högvuxen skog eller i intilliggande ungskog. Den är relativt trädlevande och kan ses sitta på grenar i skogens lägre och mellersta skikt. Fågeln är skygg och svårsedd, men kan påträffas promenerande utmed ostörda stigar i början och slutet av dagen.

## Status och hot
Arten har ett stort utbredningsområde, men tros minska i antal, dock inte tillräckligt kraftigt för att den ska betraktas som hotad. Internationella naturvårdsunionen IUCN listar arten som livskraftig (LC). Beståndet uppskattas till i storleksordningen 50 000 till en halv miljon vuxna individer.